# Флэгг, Джаред
Джаред Флэгг (англ. Jared Bradley Flagg; 1820—1899) — американский художник.

## Биография
Родился 16 июня 1820 года в Нью-Хейвене, штат Коннектикут, в семье Henry Collins Flagg и Martha Whiting Flagg; брат художника Джорджа Флэгга.

### Художник и священник

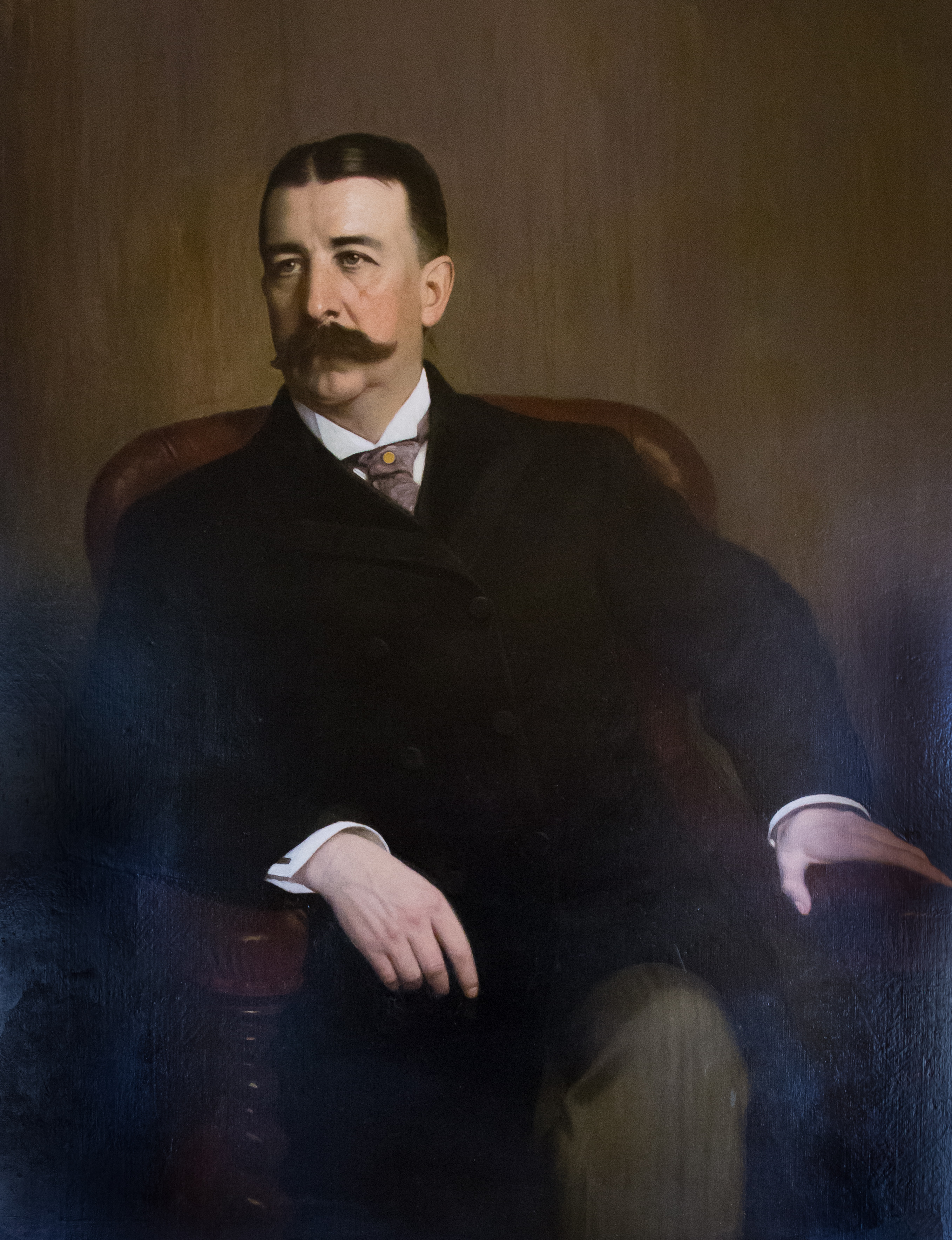
43-й губернатор штата Род-Айленд Браун, Дэниел

Обучался живописи, как и его брат, под руководством своего дяди — Вашингтона Олстона. Когда ему было шестнадцать лет, Джаред выставил портрет своего отца в Национальной академии дизайна и был благоприятно встречен критиками.
В молодости жил в Хартфорде, штат Коннектикут, но затем переехал в Нью-Йорк. В 1849 году был избран академиком. Продолжая заниматься живописью, изучал богословие, и в 1854 году стал пастором епископальной церкви. В 1961 году Флэгг получил степень магистра в Тринити-колледже, а в 1863 году — степень доктора теологии в Колумбийском университете. После этого в течение десяти исполнял богословские обязанности, затем снова вернулся к живописи.

### Деятельность застройщика

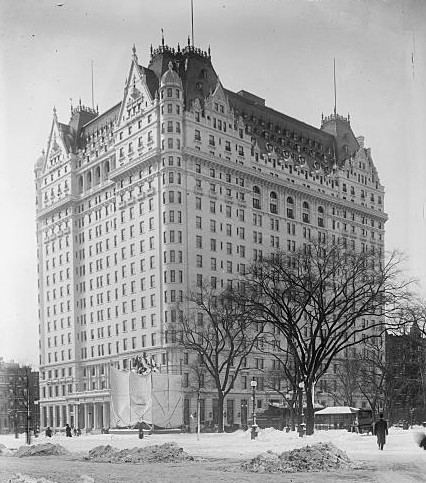
«Плаза» на момент открытия

Начиная с 1881 года Джаред Флэгг начал организовывать синдикаты для постройки многоквартирных домов в Нью-Йорке. Он заслужил репутацию жёсткого дилера, привлекая капиталы будущих жильцов, которые иногда были обескуражены чрезмерно оптимистичными прогнозами Флэгга.
В 1882 году Флэгг приобрел участок рядом с площадью, ведущей к Центральному парку, на месте нынешнего отеля Plaza Hotel, намереваясь построить «самый большой и красивый жилой дом, когда-либо возведенный в этой стране». Идея элитного многоквартирного дома в то время была практически неизвестна, поэтому его проект не был полностью реализован. Уже к концу года проект обанкротился, поскольку другие инвесторы отказались продолжать его финансирование. Участок был перекуплен застройщиками Файфом и Кэмпбеллом, которые начали возводить на этом месте стандартное кирпичное здание без каких-либо архитектурных изысков, однако и оно не было завершено из-за правовых и финансовых проблем. Только после покупки участка New York Life Insurance Company строительство было доведено до конца после значительных усовершенствований дизайна. Здание было сдано в эксплуатацию в 1890 году, но уже в 1905 году пошло на снос. На его месте в 1907 году был возведён отель, существующий по настоящее время.
Умер 25 сентября 1899 года на Манхэттене, Нью-Йорк. Был похоронен в Нью-Хейвене на кладбище Evergreen Cemetery.

### Семья
Джаред Флэг был трижды женат на: Sarah Montague Flagg (1823—1844), Amelia Louisa Hart Flagg (1828—1867) и Josephine Bond Flagg (1832—1911). В семье было семеро детей:
- Montague Flagg (?—1915);
- Charles Noel Flagg (1848—1916);
- Jared Bradley Flagg (1853—1926);
- Ernest Flagg (1857—1947);
- Washington Allston Flagg (1860—1903);
- Louise Flagg Scribner (1862—1948);
- Rosalie Allston Flagg Jaffray (1866—1949).

Эрнест Флэгг стал известным архитектором.